# Малые Зальцбургские анналы
Малые Зальцбургские анналы (лат. Annales Iuvavenses minores) — составленное в 816 г. историческое сочинение, повествующее главным образом об истории Франкского государства. Охватывают период с 742 по 814 гг.

## Издания
- Annales Iuvavenses minores // MGH, SS. Bd. I. Hannover. 1826, p. 88-89[2].

см. также:
- Annalium Iuvavensium minorum supplementum // MGH, SS. Bd. III. Hannover. 1839, p. 122[3].

## Переводы на русский язык
- Малые Зальцбургские анналы в переводе А. Голованова на сайте Восточная литература

- Малые Зальцбургские анналы в переводе И. М. Дьяконова на сайте Восточная литература

- Дополнение к Малым Зальцбургским анналам, 753—804 гг. в переводе И. Дьяконова на сайте Восточная литература